# 문희 (1936년)
문희(文姬, 1936년 4월 8일~)는 대한민국의 약사 출신 정치인이다. 전라남도 광주시(현재의 광주광역시) 출신이며 본관은 남평이다. 제17대 국회의원을 지냈다.

## 학력
- 이화여자대학교 약학대학 졸업
- 중앙대학교 의약식품대학원(현재의 약학대학) 약학 석사 학위 취득 (논문 《셀프메디케이션과 약사의 역할》)

## 경력
- 아주대학교 약학대학 겸임교수
- 한국과학기술단체총연합회 이사
- 대한약사회 총회 부의장, 한국여약사회 회장
- 한나라당 중앙위원회 부의장, 서울특별시지부 여성위원장
- 제17대 국회의원, 제17대 국회 후반기 여성가족위원회 위원장
- 대한민국헌정회 여성위원회 위원장
- 한국마약퇴치운동본부 명예이사장
- 이화여자대학교 총동창회 후원 이사

## 저서
- 《나눔의 삶, 희망의 정치》

## 역대 선거 결과
| 실시년도 | 선거   | 대수 | 직책     | 선거구   | 정당     | 득표수      | 득표율          | 순위          | 당락 | 비고       |
| -------- | ------ | ---- | -------- | -------- | -------- | ----------- | --------------- | ------------- | ---- | ---------- |
| 2004년   | 총선   | 17대 | 국회의원 | 비례대표 | 한나라당 | 7,613,660표 | \| \| 35.76% \| | 비례대표 23번 |      | 초선, 승계 |
|          | 35.76% |      |          |          |          |             |                 |               |      |            |